# Botanischer Garten Teplice
Der Botanische Garten Teplice (tschechisch Botanická zahrada Teplice) ist eine etwa zwei Hektar große gärtnerische Anlage in der Nähe des Kurparks der tschechischen Stadt Teplice, in der vor allem zahlreiche fremdländische Pflanzenarten, mit einem Schwerpunkt auf Chile, kultiviert werden.
Der botanische Garten, der der einzige in der Region Ústí nad Labem ist, entwickelt und unterhält wissenschaftlich dokumentierte Pflanzensammlungen. Unterschiedlichen Zielgruppen, wie Gärtner und Zimmerpflanzenzüchter, werden neue, kaum bekannte Pflanzenarten sowie Formen zu deren Nutzung vorgestellt. Von den vier Gewächshäusern nehmen die öffentlich zugänglichen eine Fläche von 2400 m² und weitere zur Pflanzenanzucht 1750 m² ein. Die übrige Fläche ist den Außenanlagen vorbehalten. Überdies ist ein kleines gastronomisches Angebot vorhanden. Die Anlage befindet sich an der Josef-Suk-Straße und liegt zwischen Písečný vrch (Sandhübel) und dem Janáček-Garten (Parkanlage).

## Geschichte

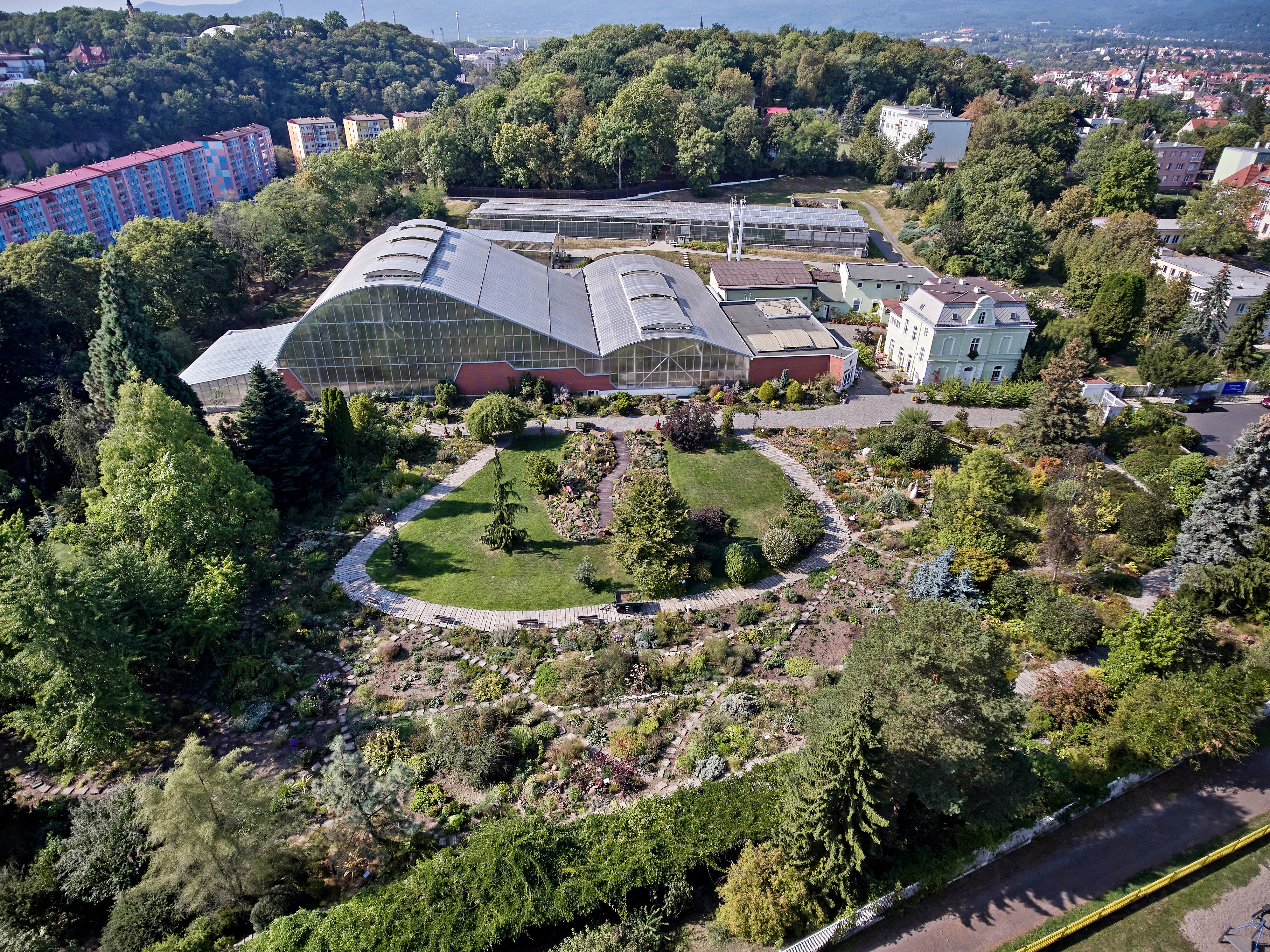
Luftaufnahme der Gartenanlagen

Der Botanische Garten Teplice wurde am 1. Januar 2002 erneut auf Beschlussgrundlage des Stadtrates von Teplice gegründet. Die Anlage befindet sich auf einer Fläche, die seit etwa 100 Jahren für gärtnerische Zwecke genutzt wird. Über den ursprünglichen Beginn des Gartens zum Ende des 19. Jahrhunderts sind nur spärliche Informationen überliefert. Nach unbestätigten Angaben könnte der Graf Edmund Clary und Aldringen eine wesentliche Rolle dabei gespielt haben. Nach historischen Planunterlagen befand sich hier eine ehemalige Stadtgärtnerei.
Die frühesten Baupläne stammen aus dem Jahr 1904. Die ursprünglichen Gewächshäuser, die den Kuranlagen als Überwinterungsquartier für empfindliche Pflanzen und zur Schnittblumenanzucht dienten, setzte man Anfang der 1970er Jahre in Stand. Der so rekonstruierte botanische Garten wurde im März 1975 eröffnet. In dieser Zeit war er organisatorisch den technischen Diensten der Stadtverwaltung von Teplice unterstellt. Zum Zeitpunkt als öffentliche Einrichtung soll der Garten etwa 2000 Pflanzenarten umfasst haben.
Zwischen 2002 und 2006 erfolgte ein grundlegender Umbau. Im Jahr 2007 wurden neue Gewächshäuser eröffnet und das Ausstellungs- und Informationssystem in den Freianlagen begann sich weiterzuentwickeln. Im Ergebnis von Expeditionen nach Chile, die der botanische Garten von 2010 bis 2015 durchführte, wurden die Sammlungen sowohl in den Außenanlagen als auch im subtropischen Gewächshaus erweitert. Mit fast 600 Pflanzenarten aus Chile ist dies die größte Sammlung dieser Art in Europa. Im Jahre 2021 wurde ein neues Gewächshaus für Pflanzen aus Gebirgsregionen eröffnet, in dessen Gesamtkonzept empfindliche Pflanzenarten aus Berggebieten in Europa, Asien, Nord- und Südamerika sowie Neuseeland zeigt.

## Gewächshäuser

### Sukkulenten-Gewächshaus

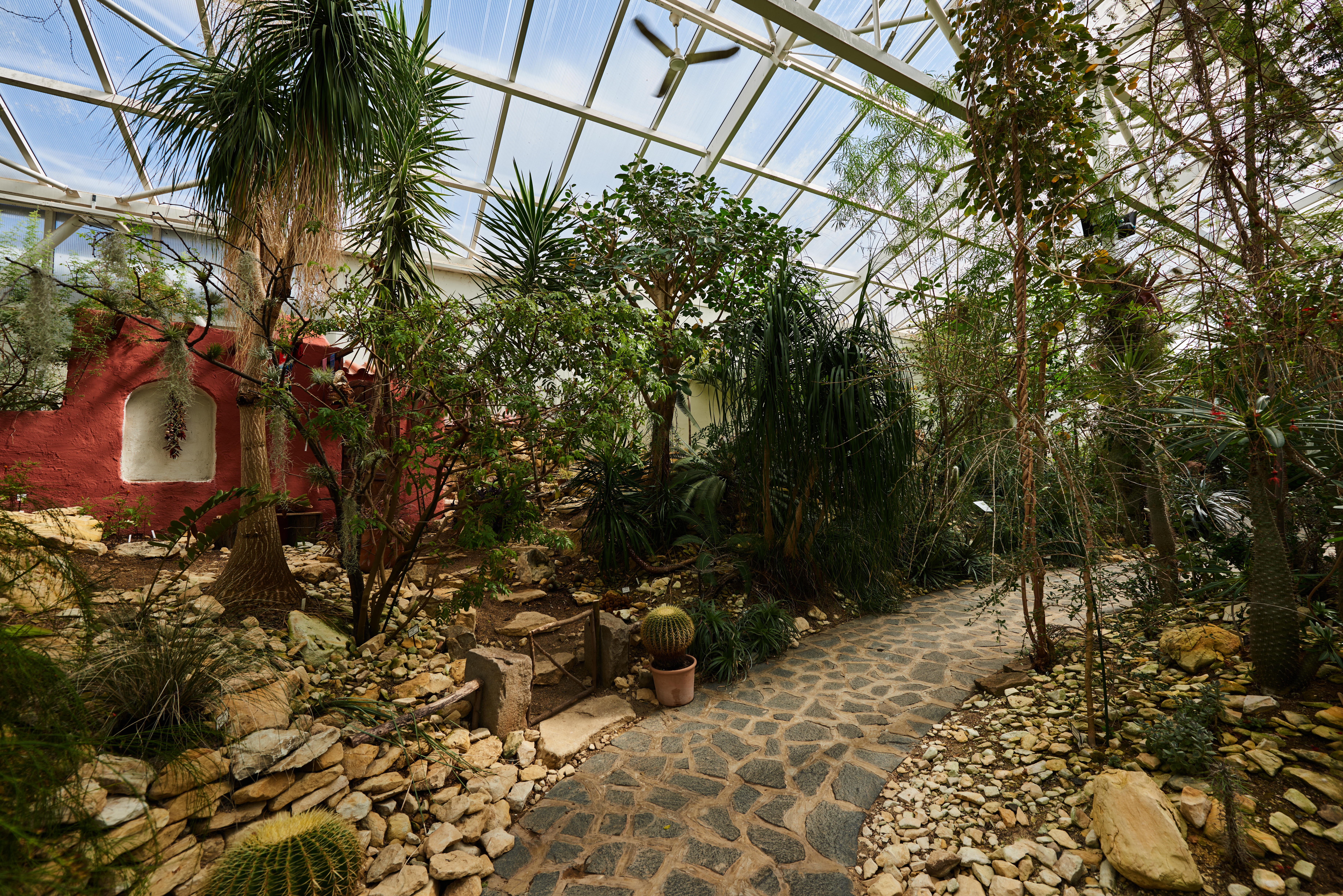
Sukkulenten-Gewächshaus

In ausgedehnten Regionen der Welt bedecken Pflanzengemeinschaften den Boden, die sich den langen Trockenzeiten anpassten. Eine Auswahl aus diesen Biomen mit außergewöhnlichen Arten werden hier gezeigt. Darunter zählen die Regionen Mittelamerika, vor allem aus mexikanischen Halbwüsten, trockene Berggebiete Südamerikas, der Westen Südafrikas (Fynbos, Renosterveld) und der wasserarme Süden von Madagaskar. Diese Hauptbereiche werden von einigen kleineren ergänzt. Dazu zählen Beispiele der Flora von den Galapagosinseln, aus Arabien und bemerkenswerte Pflanzengesellschaften von der Insel Sokotra, die im Golf von Aden zwischen Jemen und Somalia liegt.

### Tropisches Gewächshaus
Der tropische Regenwald und heiße, ganzjährig feuchte Monsungebiete beinhalten die reichhaltigsten Pflanzengemeinschaften der Erde. 

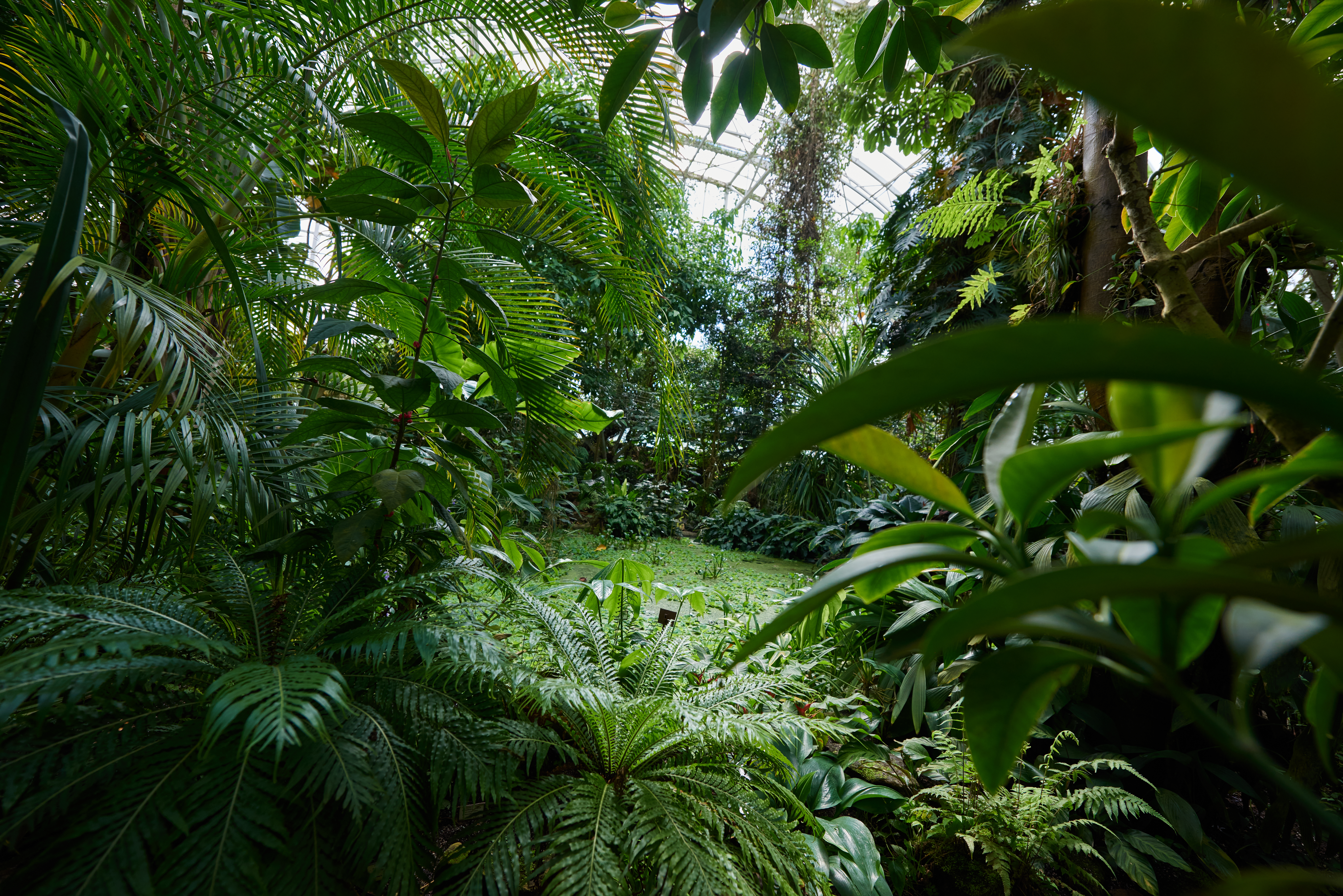
Tropisches Gewächshaus

Am Eingang ins tropische Gewächshaus befindet sich die Gruppe des Pazifikraums im weitesten Sinne (von Hawaii bis Tahiti), wo ursprüngliche Hibiskus-Arten, sowie neuzeitliche, großblumige Kulturpflanzengruppen, etwa mit  Hibiscus rosa-sinensis zur Geltung kommen. Dominante Exemplare dieses Bereichs bilden Brotfruchtbäume Artocarpus incisa. Von geringerer Ausdehnung ist der Bereich des tropischen Afrikas, an welche ein Beispiel des feuchten nördlichen Madagaskar mit der Wallfahrtspalme Ravenala madagascariensis anschließt. Die größte Fläche des Gewächshauses nimmt die Pflanzengruppe der tropischen Gebiete Amerikas ein.
Als besondere Attraktion im tropischen Gewächshaus gilt das sogenannte „Kreuzworträtselbeet“, in dem sich Pflanzen finden, deren Namen häufig als Lösungswörter in solchen Rätseln vorkommen.

### Subtropisches Gewächshaus
Die Flora von Mexiko, der Anden bis nach Patagonien sowie des Himalajas in Asien und der Subtropen Südostasiens, der Inseln Neuseelands sowie die Vegetation der Berge und des Ostens in Südafrika mit Winterregen, sind im subtropischen Gewächshaus exemplarisch dargestellt. Hier wächst eine der wertvollsten Pflanzen des botanischen Gartens, das hundertjährige Exemplar des in Afrika beheimateten immergrünen Baumes Afrocarpus gracilior (Steineibengewächse). Zudem findet sich in diesem Bereich die älteste Kulturpflanze ihrer Art auf dem Gebiet Tschechiens, zur Gruppe der Palmfarne gehörende Encephalartos villosus.

### Steingarten-Stauden-Gewächshaus

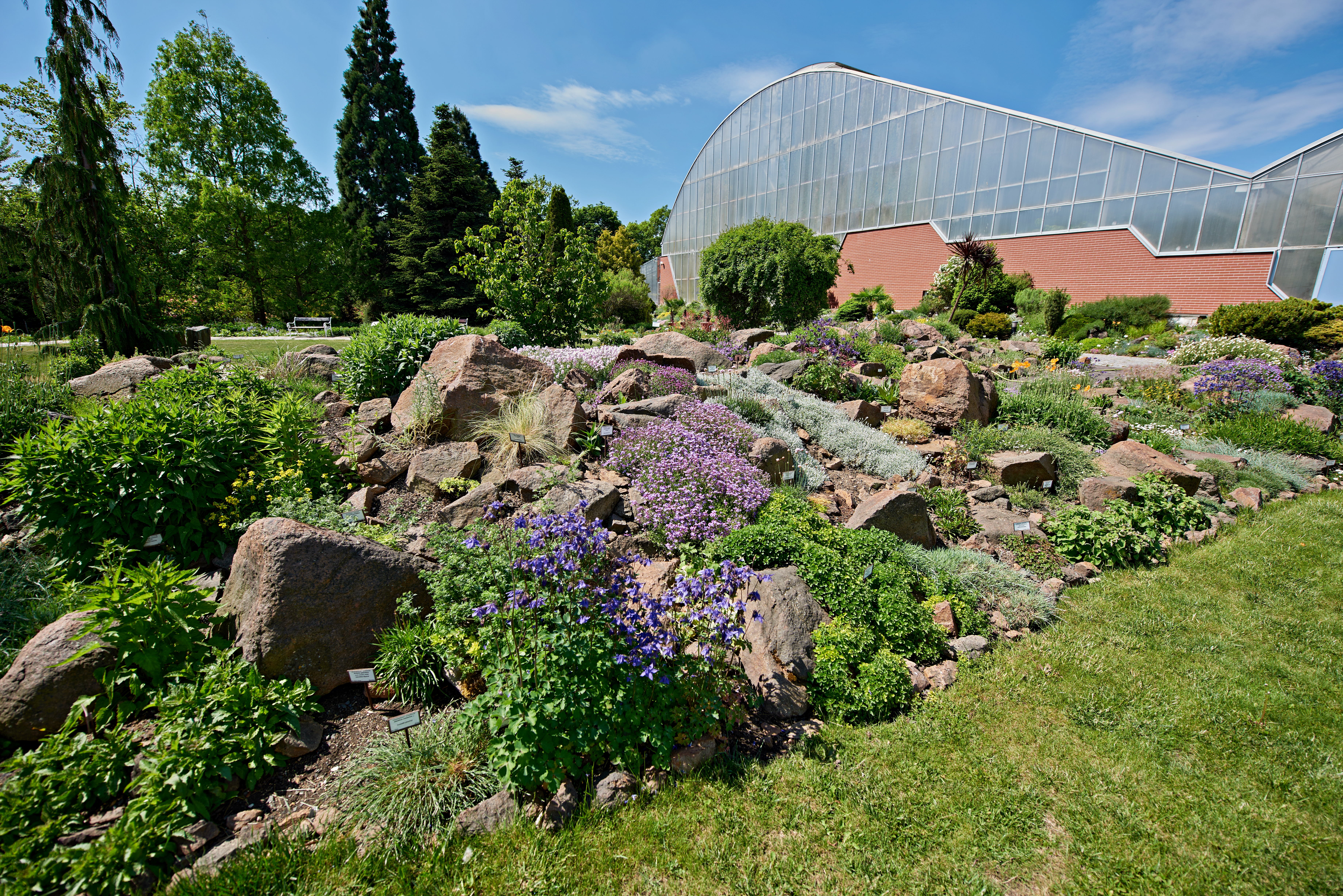
Außenanlagen

Die Steingartenanlagen beherbergen empfindliche Pflanzenarten aus Gebirgsregionen Europas, Asiens, Nordamerikas, Südamerikas und Neuseelands. Es gibt Pflanzen von einem der trockensten Orte der Welt – aus der Wüstenregion Atacama.

## Außenanlagen
Diese Bereiche umfassen eine Gesamtfläche von 1,5 Hektar und während eines Tages können hier visuelle Eindrücke von wichtigen Pflanzengemeinschaften aus der gesamten Welt aufgenommen werden. Ebenfalls wie die Gewächshausbereiche, ist das gesamte Freigelände nach geographischen Gesichtspunkten in einzelne Erdteil-Bereiche gegliedert. Die Flora von Mexiko, Chile, Süd- und Nordamerika, des Mittelmeerraums, Asiens, Südafrikas, Australiens, Neuseelands und Europas ist hier exemplarisch vertreten.

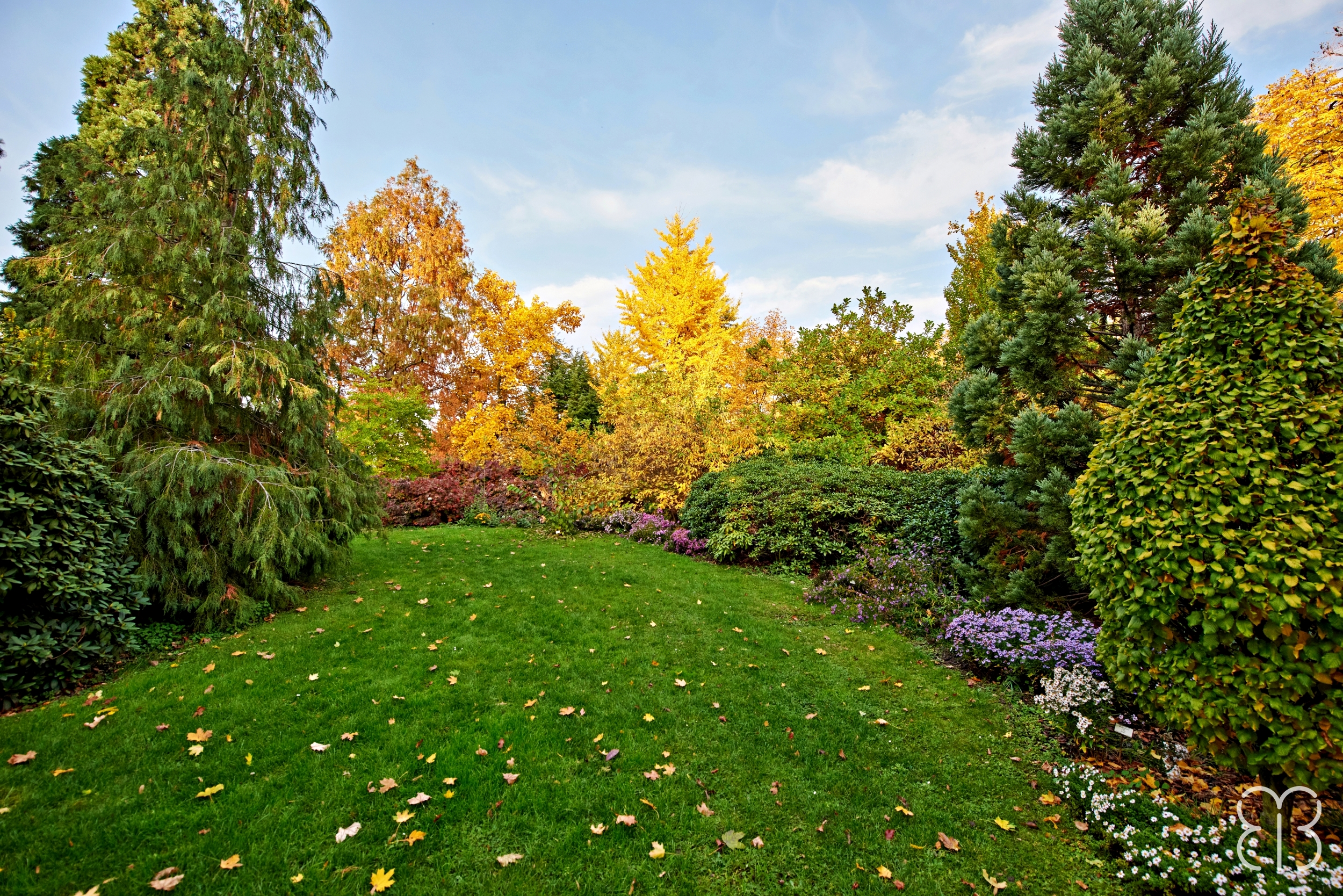
Parkanlagen

Auf den Felsengruppen sind Pflanzen aus aller Welt zu sehen. Es wird versucht, eine unwirtliche Gebirgsumgebung nachzuahmen, die den ursprünglichen Standortbedingungen etwa entspricht, bei denen die Pflanzen intensivem Sonnenlicht und Feuchtigkeitsmangel ausgesetzt sind.
Das parkähnliche Arboretum im hinteren Teil des Freigeländes enthält Anpflanzungen mit verschiedenen Laub- und Nadelgehölzen, Hortensien und Azaleen sowie Rhododendren. Erwähnenswert sind auch zwei Exemplare der Art Gymnocladus dioicus. Weitere interessante Bäume im Park sind die Liriodendron tulipifera, deren Blüten denen der Tulpen ähneln, oder der Riesenmammutbaum (Sequoiadendron giganteum), die größte Baumart der Welt.

## Mitgliedschaften
Der Botanische Garten Teplice ist seit 2005 Mitglied der Unie botanických zahrad České republiky (deutsch etwa: „Vereinigung der botanischen Gärten in der Tschechischen Republik“) und eine Mitgliedsorganisation von Botanic Gardens Conservation International.